# Semotrachia setigera
Semotrachia setigera är en snäckart som först beskrevs av Tate 1894.  Semotrachia setigera ingår i släktet Semotrachia och familjen Camaenidae. Inga underarter finns listade i Catalogue of Life.